# Finidi George
Finidi George (Port Harcourt, Nigeria, 15 de abril de 1971), conocido en los medios deportivos como Finidi, es un exfutbolista y entrenador de fútbol nigeriano. Actualmente dirige al Rivers United.
Considerado uno de los mejores extremos de Nigeria, era un jugador alto y físicamente fuerte, conocido por su ritmo engañosamente rápido, sus centros precisos y sus regates eficientes. También poseía un cerebro futbolístico único y sólidas habilidades de regate. Destacó principalmente en el Real Betis y en el Ajax con el que ganó una Liga de Campeones de la UEFA.

## Carrera como jugador

### Ajax
Nacido en Port Harcourt, Finidi jugó en tres clubes de su país hasta que en 1993 llegó al Ajax junto a su compatriota Nwankwo Kanu. Su impacto con el equipo de Ámsterdam fue inmediato, ya que marcó cuatro goles en 27 partidos y contribuyó decisivamente a ganar el título de la Eredivisie, que también logró en las dos temporadas siguientes. Además, ganó con el equipo holandés la  UEFA Champions League de la edición 1994-95 en la final disputada contra el Milan y al año siguiente también alcanzó la final de esta competición.

### Real Betis
El 10 de julio de 1996, Finidi fichó por el Real Betis por 1.024 millones de pesetas. 
En el club sevillano coincidió, entre otros, con Alfonso, Jarni, Alexis, Roberto Ríos o Merino. En su primera temporada alcanzó la final de Copa contra el FC Barcelona que se llevó la victoria (3-2) , partido en el que marcó uno de los goles verdiblancos y el equipo terminó cuarto en la Liga.
En el equipo verdiblanco se convirtió en un ídolo para la afición por su carisma y su particular forma de celebrar los goles, poniéndose un sombrero cordobés en la cabeza cada vez que anotaba un tanto.Con el Real Betis Balompié disputó, en varias ocasiones, la Copa de la UEFA, llegando a disputar los cuartos de final. En total marcó 38 goles con el club sevillano. 
En sus cuatro campañas en el Real Betis, Finidi disputó 130 partidos de Liga, en los que marcó 38 goles; 11 de competición copera con 3 tantos; 5 de la Recopa, en los que consiguió 1 gol; 6 de la Copa de la UEFA con 2 tantos y 33 amistosos, en los que realizó 9 goles.
Tras cuatro temporadas en el equipo verdiblanco, Finidi fichó en el 2000 por el RCD Mallorca. Con el equipo balear disputó la Liga de Campeones de la UEFA, no llegando a pasar la fase de grupos y disputó la Copa de la UEFA.

### RCD Mallorca e Ipswich Town
Tras abandonar el Betis en 2000, Finidi permaneció un año más en España con el RCD Mallorca, tras lo cual fichó por el Ipswich Town de la Premier League, dirigido por George Burley, por 3,1 millones de libras.Marcó dos goles en la victoria por 3-1 sobre el Derby County en Portman Road, pero tuvo un rendimiento inferior en general y también sufrió el descenso por lo que fue liberado de su contrato en junio de 2003.
En noviembre de 2003, Finidi, de 32 años, pasó una prueba en su antiguo club Mallorca, ayudándolos finalmente a terminar en la 11.ª posición después de luchar contra el descenso.El 13 de agosto de 2004 anunció su retirada como profesional a los 33 años.

## Selección nacional
Finidi debutó con la selección nigeriana en 1991 en un partido de la clasificación de la Copa de África contra el combinado nacional de Burkina Faso, donde repartió tres asistencias a Rashidi Yekini y anotó un gol en la victoria nigeriana por 7-1.
Desde entonces, y hasta 2002, disputó 62 encuentros con el combinado nigeriano y participó en los mundiales de USA '94 y Francia '98, siendo uno de los referentes del fútbol nigeriano de los años 90.

## Carrera como entrenador
Previo a iniciar su carrera como técnico, en noviembre de 2010, fue presentado como director de fútbol internacional del Real Betis,rescindiendo su contrato en marzo de 2011.
Unos años más tarde, comenzó su carrera como entrenador en los Países Bajos, donde estuvo contratado primero como entrenador asistente en el PEC Zwolle durante la primera mitad de 2013.Desde julio de 2016 hasta junio de 2021 fue entrenador asistente del equipo sub-19.
En septiembre de 2021, fue oficializado como entrenador del Enyimba de Nigeria.El 11 de junio de 2023, obtuvo la Liga de Fútbol Profesional luego de empatar ante Rivers United.En mayo de 2024, se confirmó su salida del club y fue reemplazado por Yemi Olanrewaju.
En abril de 2022, Finidi se convirtió en entrenador asistente de la selección de Nigeria bajo la dirección de José Peseiro.Luego de su renuncia en febrero de 2024, asumió como director técnico de cara a los amistosos del mes de marzo.En abril del mismo año, fue ratificado en el cargo con el objetivo de clasificar a la Copa Mundial de la FIFA 2026.Sin embargo, el 15 de junio presentó su renuncia después de una serie de malos resultados.
El 3 de julio de 2024, fue confirmado como técnico del Rivers United.

## Clubes

### Como jugador
| Club                 | País         | Año       |
| -------------------- | ------------ | --------- |
| Calabar Rovers       | Nigeria      | 1989      |
| Iwuanyanwu Nationale | Nigeria      | 1990      |
| Sharks FC            | Nigeria      | 1991-1993 |
| Ajax                 | Países Bajos | 1993-1996 |
| Real Betis           | España       | 1996-2000 |
| RCD Mallorca         | España       | 2000-2001 |
| Ipswich Town         | Inglaterra   | 2001-2003 |
| RCD Mallorca         | España       | 2004      |

### Como entrenador
| Club                 | País    | Año           |
| -------------------- | ------- | ------------- |
| Enyimba              | Nigeria | 2021-2024     |
| Selección de Nigeria | Nigeria | 2024          |
| Rivers United        | Nigeria | 2024-presente |

## Palmarés

### Como jugador

#### Campeonatos nacionales
| Título                        | Club | País         | Año     |
| ----------------------------- | ---- | ------------ | ------- |
| Eredivisie                    | Ajax | Países Bajos | 1993-94 |
| Supercopa de los Países Bajos | Ajax | Países Bajos | 1994    |
| Eredivisie                    | Ajax | Países Bajos | 1994-95 |
| Supercopa de los Países Bajos | Ajax | Países Bajos | 1995    |
| Eredivisie                    | Ajax | Países Bajos | 1995-96 |

#### Campeonatos internacionales
| Título                    | Club/Selección       | Sede      | Año     |
| ------------------------- | -------------------- | --------- | ------- |
| Copa Africana de Naciones | Selección de Nigeria | Túnez     | 1994    |
| UEFA Champions League     | Ajax                 | Viena     | 1994-95 |
| Supercopa de Europa       | Ajax                 | Ámsterdam | 1995    |
| Copa Intercontinental     | Ajax                 | Tokio     | 1995    |

### Como entrenador

#### Campeonatos nacionales
| Título                     | Club    | País    | Año     |
| -------------------------- | ------- | ------- | ------- |
| Liga de Fútbol Profesional | Enyimba | Nigeria | 2022-23 |